# Lapua
Lapua – miasto w Finlandii, w prowincji Finlandia Zachodnia, w regionie Ostrobotnia Południowa. W 2010 liczyło 14 323 mieszkańców.
W mieście znajduje się stacja kolejowa Lapua.
W mieście narodził się faszystowski Ruch Lapua.

## Miasta partnerskie
- Hagfors, Szwecja
- Hohenlockstedt, Niemcy
- Lantana, Stany Zjednoczone
- Rakvere, Estonia